# Klasslärare
Klasslärare är en lärare som mestadels undervisar en skolklass i många skolämnen. I Sverige under 1800-talet och 1900-talet var klasslärare vanligast i småskolan och folkskolan samt enhetsskolans och grundskolans lågstadium och mellanstadium.
Klassföreståndare är en lärare som har huvudansvaret för en skolklass. Klassföreståndaren kan vara både en klasslärare och en ämneslärare. Bland annat i den svenska gymnasieskolan används ordet mentor för denna roll. En skolklass kan ha flera klassföreståndare/mentorer som delar på ansvaret. En nyexaminerad lärare kan också ha rätt till stöd från en mentor under introduktionsperioden.

## Historia
Till klassföreståndarens uppgift hörde vid svenska läroverk att vara en förbindelselänk mellan skola och hem; han skall, hette de, "söka genom en mera personlig beröring med lärjungarna vinna en närmare kännedom såväl om deras individuella läggning och enskilda förhållanden som även om deras framsteg i studier samt deras flit och uppförande".